# Canhoso
Canhoso é uma povoação portuguesa do Município da Covilhã que foi sede da extinta Freguesia de Canhoso, freguesia que tinha 6,87 km² de área e 2 237 habitantes (2011), e, por isso, uma densidade populacional de 325,6 hab/km².
A Freguesia de Canhoso foi extinta em 2013, no âmbito de uma reforma administrativa nacional sendo agregada às freguesias de Conceição, Santa Maria, São Martinho e São Pedro, para formar uma nova freguesia denominada União das Freguesias de Covilhã e Canhoso.
A Freguesia de Canhoso fora criada em 20 de Junho de 1997 pela Lei 24/97 por desanexação de territórios das antigas freguesias de Vila do Carvalho, Cantar-Galo, Conceição e Teixoso.
A sua principal colectividade é Grupo Desportivo Águias do Canhoso.

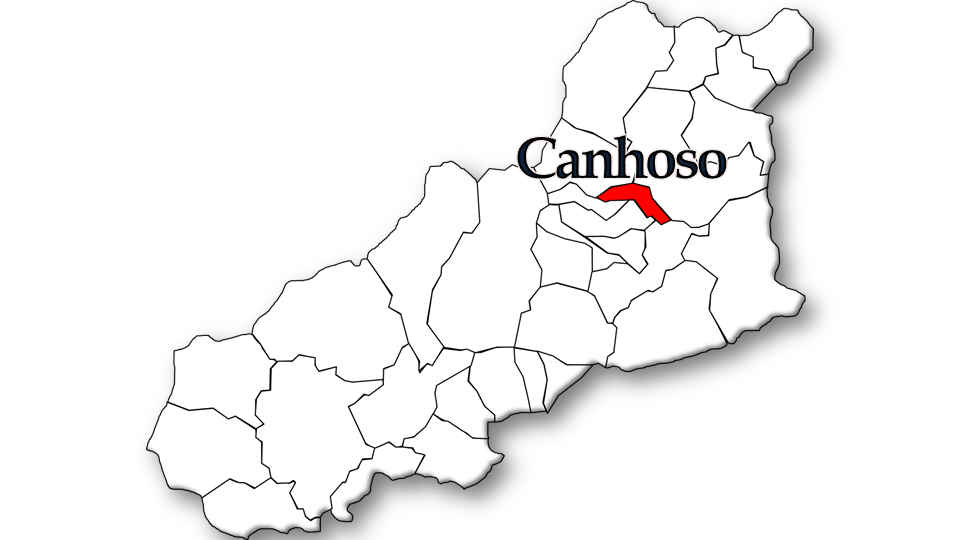
Localização no Município de Covilhã

## População
| 2001  | 2011  |
| 1 735 | 2 237 |

Criada pela Lei nº 24/97, de  12 de Julho, com lugares desanexados das freguesias de Vila do Carvalho, Cantar-Galo, Conceição e Teixoso.

## Património
- Capela de Nossa Senhora de Fátima